# 通达诺
通达诺（Tondano）是印度尼西亚北苏拉威西省的一个城镇，是米纳哈萨县的县治所在，位于苏拉威西岛米纳哈萨半岛东北内陆，西距托莫洪10公里，西北距万鸦老20公里。2010年统计，通达诺所在的西通达诺区（Kecamatan Tondano Barat）共有18,862人。通达诺坐落在通达诺湖北岸的高地上，附近有通达诺火山，气候凉爽。托莫洪也是印尼民族英雄、苏拉威西首任省长萨姆·拉图兰吉的出生地。“通达诺”（Tondano）一词在米纳哈萨语中被称作toulour，意为“水之人”（tou意为人，lour意为水）。

## 资料来源
1. ↑  Biro Pusat Statistik, Jakarta, 2011.